# Gottfried Menken
Gottfried Menken (Bremen, 29 mei 1768 - Bremen, 1 juni 1831) was een protestantse predikant, die wordt beschouwd als een belangrijke vertegenwoordiger van de opwekkingstheologie in Noordwest-Duitsland.

## Biografie
Menken werd geboren als zoon van de koopman Gottje Menken en zijn vrouw, een domineesdochter en kleindochter van Friedrich Adolf Lampe . Zijn familie behoorde tot de middenklasse en waren liefhebbers van kunst. De familie verkeerde tussen de vooraanstaande families in Bremen. In die tijd waren het piëtisme en de bijbehorende bijbelstudies en conventikels wijdverbreid. Gottfried Menken was de broer van de schilder Johann Heinrich Menken (1766-1838) en oom van de gelijknamige schilder Gottfried Menken (1799-1838).
Menken begon in 1788 theologie te studeren aan de Universiteit van Jena. Op de universiteit hield hij zich bezig met rationalisme en vanuit deze studie begon hij samen te werken met Jakob Böhme. Tijdens de studieperiode kreeg hij een steeds vaster wordende overtuiging dat God persoonlijk werkt in het leven van het individu door Jezus Christus. In 1790 ging Menken naar de Universiteit van Duisburg, waar hij contact onderhield met Friedrich Arnold Hasenkamp. Hij werd sterk beïnvloed door de combinatie van natuurfilosofie en piëtistisch biblicisme, zoals daar onderwezen door Samuel Collenbusch. In 1791 slaagde Menken voor zijn examens, maar pas in 1793 verliet hij de universiteit van Duisburg. In dat jaar had hij een polemisch pamflet gepubliceerd tegen de Duisburgse professor in de theologie Heinrich Adolph Grimm. In dit pamflet beschuldige Menken Grimm van het afdoen aan de fundamentele bijbelse boodschappen ten gunste van de tegenstanders van het christendom. In de jaren 1790 predikte Menken in Wuppertal en andere plaatsen aan de Nederrijn. Uiteindelijk werd hij assistent-prediker in Uedem bij Kleef. Van 1794 tot 1796 was hij predikant in de gereformeerde gemeente in Frankfurt am Main, van 1796 tot 1802 was hij predikant in de gereformeerde gemeente in Wetzlar. In oktober 1802 keerde hij terug naar zijn geboorteplaats als de tweede prediker van de St. Pauli-gemeente in Bremen Neustadt .
Hij trouwde op 12 mei 1806 maar scheidde al snel van zijn vrouw. In augustus 1811 werd hij de eerste pastoor in St. Martini. Vanaf 1823 ging Menken achteruit in zijn gezondheid en kreeg hij ondersteuning van Friedrich Matthias Perthes. In 1825 moest hij zijn ambt neerleggen en overdragen aan zijn collega en opvolger Georg Gottfried Treviranus. Hij ontving een eredoctoraat van de theologische faculteit van de Universiteit van Dorpat .
Menken was belangrijk als predikant en schrijver. Samen met Friedrich Ludwig Mallet en zijn opvolger Treviranus gold hij als een “driemanschap van grote geloofsijveraars".
Een straat in Bremer Neustadt is naar hem vernoemd en heet Gottfried-Menken-Straße.